# Baasemer Heide
Koordinaten: 50° 23′ 21″ N, 6° 29′ 8″ O
Das Naturschutzgebiet Baasemer Heide liegt auf dem Gebiet der Gemeinde Dahlem im Kreis Euskirchen in Nordrhein-Westfalen.
Das Gebiet erstreckt sich westlich des Kernortes Dahlem und nördlich von Baasem, einem Ortsteil der Gemeinde Dahlem. Am 
südwestlichen Rand des Gebietes verläuft die Kreisstraße K 63, westlich die Landesstraße L 17 und östlich die B 51. Nördlich und östlich des Gebietes erstreckt sich das 108,6 ha große Naturschutzgebiet (NSG) Simmeler Bach und südwestlich das 43,4 ha große NSG Berker Wiesen.

## Bedeutung
Das etwa 60,2 ha große Gebiet wurde im Jahr 2001 unter der Schlüsselnummer EU-072 unter Naturschutz gestellt.